# 安藤信馨
安藤 信馨（あんどう のぶきよ）は、江戸時代後期の大名。諱は重馨（しげきよ）とも。陸奥国磐城平藩2代藩主。官位は従四位下・伊勢守、長門守、対馬守。安藤家第7代。

## 生涯
明和5年（1768年）10月27日、安藤信成の次男として誕生。兄・信厚が廃嫡されたため、世子となる。文化7年（1810年）の父の死去で家督を継いだ。しかしほどなく、文化9年（1812年）10月22日に死去した。享年45。
長男の信発が早世し、五男の信由も当時まだ幼少だったため、兄・信厚の長男の信義を養子として跡を継がせた。

## 系譜
父母
- 安藤信成（父）

正室、継室
- 美吉 - 久世広誉の娘（正室）
- 満 - 内藤信凭の娘（継室）

子女
- 安藤信発（長男） 生母は美吉
- 安藤信由（五男）

養子、養女
- 安藤信義 - 安藤信厚の長男
- 久留島通嘉正室 - 安藤信厚の娘